# David Navarro
David Navarro Pedrós (* 25. Mai 1980 in Puerto Sagunto) ist ein ehemaliger spanischer Fußballspieler.

## Karriere
Navarro kam Anfang der Saison 2002/03 über die Jugend- und Amateur- in die erste Mannschaft des FC Valencia.
Beim Achtelfinalrückspiel der Champions League 2007 gegen Inter Mailand kam es nach dem Schlusspfiff zu Rangeleien auf dem Platz. Navarro stürmte dabei, obwohl nicht eingesetzter Auswechselspieler, auf das Feld und brach Mailands Nicolás Burdisso mit einem Faustschlag die Nase. Daraufhin wurde er von der UEFA am 14. März für eine Länge von sieben Monaten gesperrt. Am 20. März 2007 wurde die Sperre von der FIFA auch auf alle internationalen Spiele ausgedehnt, jedoch wurde auch die Sperre auf sechs Monate reduziert. Er entschuldigte sich später per SMS bei Burdisso.
Für die Saisons 2007/08 und 2008/09 war er an RCD Mallorca ausgeliehen. Anschließend spielte der Innenverteidiger wieder für zwei Jahre für den FC Valencia und kam in rund der Hälfte aller Ligaspiele zum Einsatz. Im Sommer 2011 wechselte er ablösefrei in die Schweizer Axpo Super League und unterschrieb einen Zweijahresvertrag bei Neuchâtel Xamax. Dieser verlor allerdings bereits im Januar 2012 seine Gültigkeit, nachdem Xamax zunächst die Lizenz entzogen worden war und der Klub wenig später Konkurs anmeldete.
Am 13. Februar 2012 unterschrieb Navarro einen Vertrag bis zum Saisonende 2011/12 beim spanischen Erstligisten UD Levante.
Nach dem Abstieg Levantes in die Segunda División wechselte er zur Saison 2016/17 zum Zweitligisten AD Alcorcón. Dort beendete er im Januar 2018 nach über 250 Spielen in der ersten spanischen Liga seine aktive Karriere.

## Erfolge
- Spanischer Meister: 2004
- UEFA-Pokal: 2004
- UEFA Super Cup: 2004